# Станіславув-Другий (Мазовецьке воєводство)
Станіславув-Другий (пол. Stanisławów Drugi) — село в Польщі, у гміні Непорент Леґьоновського повіту Мазовецького воєводства.
Населення — 702 особи (2011).
У 1975-1998 роках село належало до Варшавського воєводства.

## Демографія
Демографічна структура станом на 31 березня 2011 року:
|          | Загалом | Допрацездатний вік | Працездатний вік | Постпрацездатний вік |
| -------- | ------- | ------------------ | ---------------- | -------------------- |
| Чоловіки | 353     | 92                 | 237              | 24                   |
| Жінки    | 349     | 68                 | 232              | 49                   |
| Разом    | 702     | 160                | 469              | 73                   |